# NGC 1014
NGC 1014 est une paire d'étoiles située dans la constellation du Baleine. L'astronome Frank Müller a enregistré la position de cette paire d'étoiles en 1886. 